# 諸慧荷
諸慧荷 (1944年11月4日—） 是一位美籍华裔女演员，她于1961年開始從影。 她会说英语和三种汉语方言。

## 早年生活
諸慧荷出生于中国上海。 她的父亲是银行家，母亲是画家。 1940年代全家前往台湾，然后前往香港。她的父亲則留在台湾，1957年諸慧荷和她的其他直系亲属移居纽约市郊区。